# Pulaski (ligne rose du métro de Chicago)
Pour les articles homonymes, voir Pulaski.
Ne doit pas être confondu avec Pulaski (ligne verte du métro de Chicago), Pulaski (ligne bleue du métro de Chicago) ou Pulaski (ligne orange du métro de Chicago).
 Pulaski  (anciennement 40th Street Terminal puis Crawford Avenue) est une station de métro, aux États-Unis, de la ligne rose du métro de Chicago.  Elle est située dans le secteur North Lawndale, au sud-oues de la ville de Chicago.
Mise en service en 1902, elle est reconstruite en 2004. C'est une station de la ligne rose depuis 2008.
C'est une station de la Chicago Transit Authority (CTA).

## Description
Établie en aérien, la station Pulaski est située sur la ligne rose du métro de Chicago, entre les stations Kostner, en direction de 54th/Cermak, et Central Park, en direction du Loop.
La station 40th Street Terminal est mise en service par le Metropolitan West Side Elevated Railroad le 16 juin 1902. Elle est un terminus jusqu’au prolongement de la ligne en 1907.  Elle comporte alors trois voies de circulation dont une voie centrale qui permet l’accès à une cour d’entretien pour les rames. Ces installations sont démolies en 1912. Elle est renommée Crawford Avenue en 1913, puis elle prend son nom actuel en 1933.
En 1973 la station subit un incendie qui ne laisse utilisable que la partie en béton du quai. Des installations provisoires sont installées à même le quai et utilisées jusqu'à la reconstruction définitive en 1989. Le nouveau bâtiment utilitaire permit à la CTA de créer un accès aux personnes à mobilité réduite et une sortie supplémentaire afin de fluidifier la correspondance avec le très fréquenté bus 53. Vu que ces travaux n’ont pas concerné l’ensemble de la station, Pulaski a longtemps eu la réputation d'une station sale et en délabrement. 
Pour remédier à cette situation il faut attendre 2002 et le lancement du vaste programme de rénovation de la Douglas Branch par la Chicago Transit Authority. Le chantier ouvert le 15 juin 2002, consiste à détruire les anciennes installations et à reconstruire une station moderne, avec un nouveau quai couvert d'un auvent sur les trois quarts de sa longueur et un nouveau bâtiment. Elle a est inaugurée et mise en service le 13 janvier 2004 par le maire de Chicago, Richard M. Daley et par le président de la CTA, Frank Kruesi.
Après avoir mené une étude sur les zones de mobilité dans le sud-ouest de la ville en 2004, la Chicago Transit Authority décide de créer une nouvelle ligne pour desservir la station Pulaski et l’ensemble de la Douglas Branch. À partir de 2006, la ligne rose reprit l’ancien tronçon délaissé temporairement par la ligne bleue avant que le nouvel itinéraire via le loop et le Paulina Connector ne soit confirmé définitivement le 25 avril 2008. 
Le transit annuel est de 326 817 passagers en 2008.

## Service des voyageurs

### Accueil
Elle dispose de deux accès, le principal au 2021 S. Pulaski Road et une sortie secondaire au 2020 S. Harding Avenue. Elle est accessible aux personnes à la mobilité réduite.

### Desserte
La station Pulaski est desservie par les rames de la ligne rose qui circulent entre 54th/Cermak et le Loop.

### Intermodalité
Elle est desservie par les bus, des lignes 21 et 53 CTA, et 392 Little Village-United Parcel Service du réseau Bus Pace.